# 선전 항공

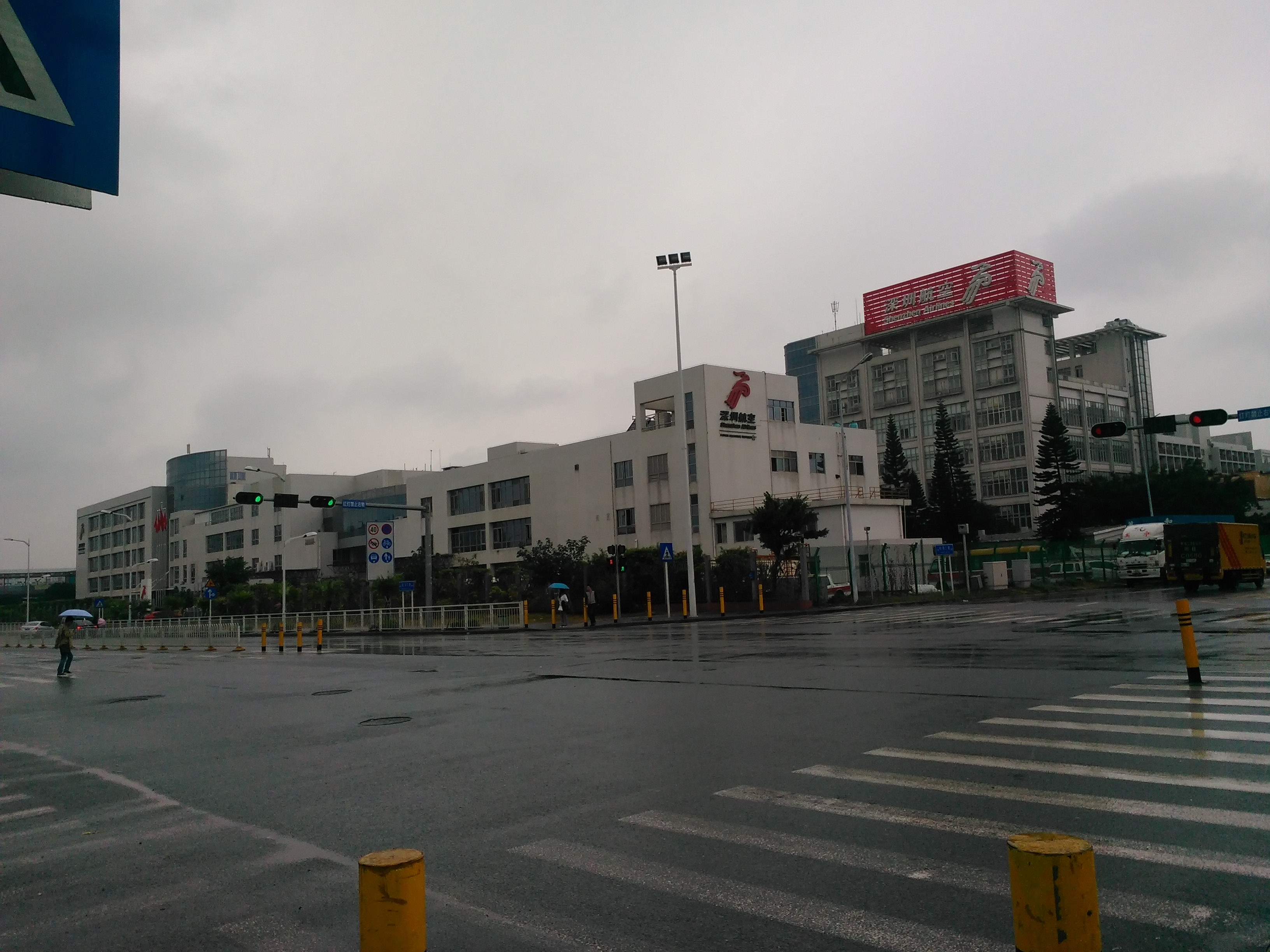
선전 항공의 본사

선전 항공(중국어: 深圳航空 약자 深航, 영어: Shenzhen Airlines)은 중화인민공화국의 항공사이다. 허브 공항은 선전 바오안 국제공항을 사용하고 있다.

## 역사
- 1992년 11월 : 중국국제항공 등 4개 회사가 융자하고 선전 항공 유한공사로 설립.[1]
- 1993년 9월 17일 : 민간 운송 1번기가 취항했다.
- 2004년 : 루프트한자 자회사 루프트한자 카고와 공동 출자로 국제 합작 화물 항공사인 제이드 카고 인터내셔널(Jade Cargo International)을 설립한다.
- 2005년 1월 : 최초 국제선 노선인 선전 ~ 쿠알라룸푸르 국제선 노선을 개설한다.
- 2005년 6월 10일 : 미국 시애틀의 보잉사로부터, 중국 항공사로서는 처음으로 보잉 737-900을 인도 받는다.
- 2005년 9월 15일 : 보잉이 제이드 카고 인터내셔널에서 보잉 747-400ERF 화물기 6대의 수주를 발표.
- 2006년 12월 : 미국의 메사 항공과 공동 출자로 쿤핑항공(Kunping Airlines)을 설립
- 2009년 3월 19일 : 전일본공수와 코드셰어 및 마일리지 제휴를 2009년 5월 20일부터 시작.
- 2009년 7월 1일 : 전일본공수 운항의 나리타 ~ 샤먼 노선과 코드셰어
- 2010년 4월 6일 : 푸저우 ~ 인천 취항

## 운항 노선
- 2017년 12월 현재 선전 항공은 다음과 같은 노선을 운항하고 있다.

### 코드쉐어 협정
- 2017년 12월 기준으로 선전 항공은 다음과 같은 항공사와 코드쉐어 협정을 하고 있으며 스타얼라이언스 회원과 제휴를 맺고 있다.[2]

| - 산둥항공 - 실크에어 - 싱가포르 항공 (스타얼라이언스) - 아시아나항공 (스타얼라이언스) - 에바 항공 (스타얼라이언스) - 에어 마카오 - 유니항공 - 전일본공수 (스타얼라이언스) - 준야오 항공 - 중국국제항공 (스타얼라이언스) | - 쿤밍항공 - 티베트 항공 |  |

## 보유 기종

### 현재 보유 중인 기종
- 2020년 9월 기준으로 선전 항공은 다음과 같은 기종을 보유하고 있으며 평균 기령은 5.3년이다.[3]

## 같이 보기
- 제이드 카고 인터내셔널

## 사진

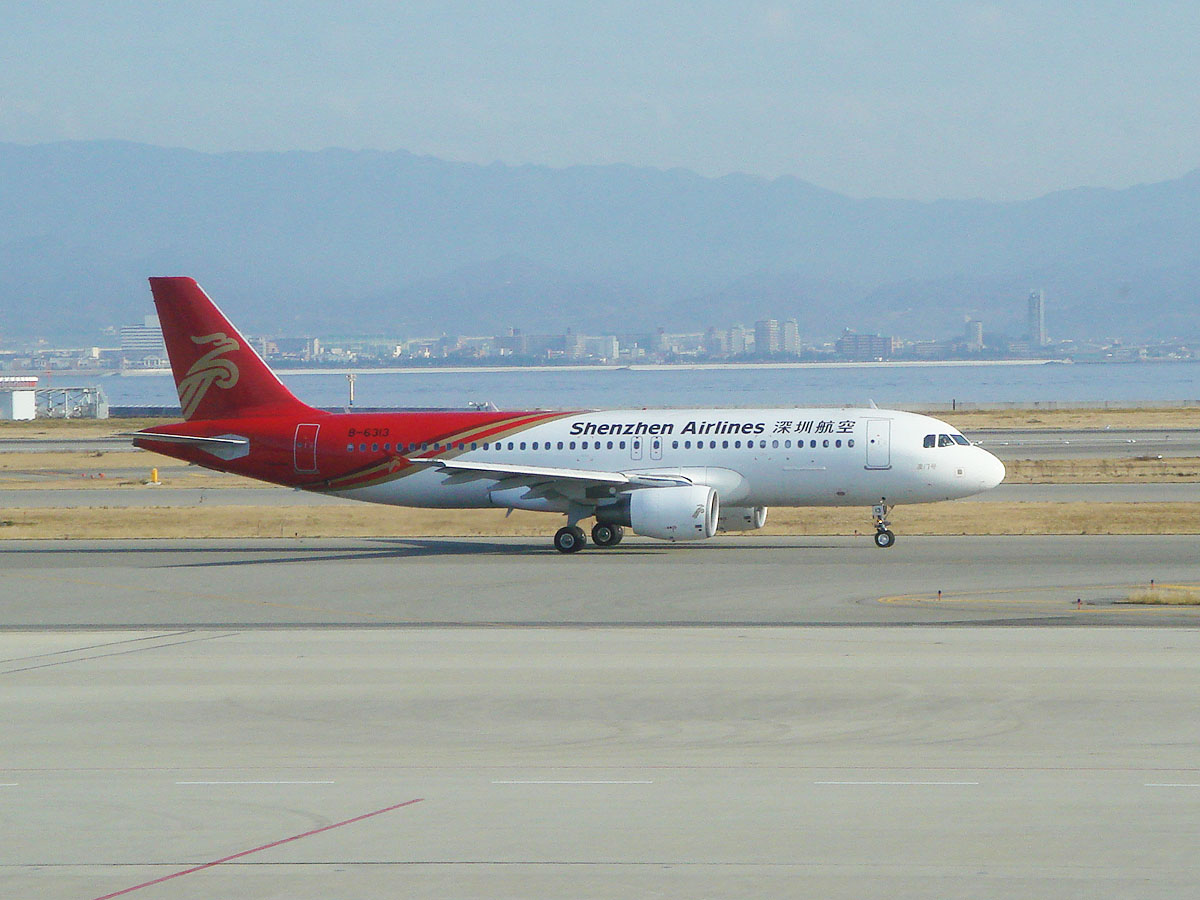
선전 항공 소속 에어버스 A320-200 항공기
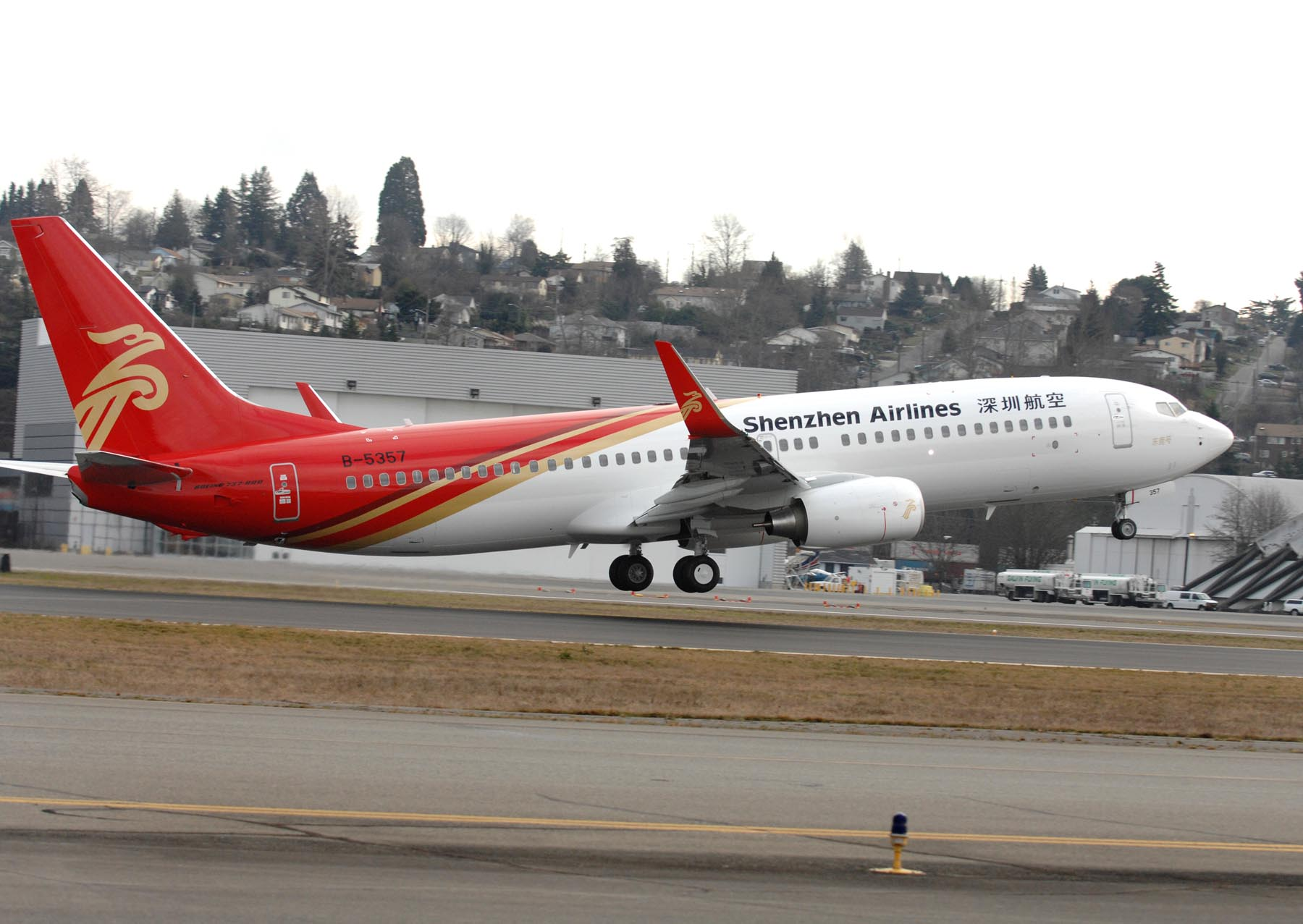
선전 항공 소속 보잉 737-800 항공기